# 三張犁支線
三張犁支線是臺鐵已廢止的鐵路支線，自台北機廠側線的中段分歧起，向南行進迄於聯勤44兵工廠。原路廊現開闢為一般道路及線型公園。

## 路線資料
- 原為日本陸軍與縱貫鐵路聯絡線
- 經營管轄：臺灣總督府交通局鐵道部→台灣鐵路管理委員會→臺灣鐵路管理局
- 路線距離：分歧點到兵工廠間2公里
- 軌距：1,067毫米
- 車站數：1（含起訖車站；廢止時數目）
- 雙線區間：無，全線單線
- 電化區間：無
- 完工日期：1930年代末期
- 廢止日期：1986年7月21日

## 運行形態
- 已停駛。

## 使用車輛
- S200
- S300
- R20
- R100

## 簡介
三張犁支線由華山－松山間南側的臺北機廠側線中分歧（延吉街附近），沿現有之帶狀停車場以平交道越過忠孝東路四段及光復南路後進入中山公園與仁愛路平行，通過現在的台北市議會大門前，以平交道穿越基隆路後，路線略為偏南形成S型彎進入聯勤營區。
三張犁支線於日治時期1930年代末期興建完成，用以聯結於1939年啟用之日本陸軍松山倉庫與縱貫鐵路。1948年國民政府在國共內戰中節節敗退，原位於青島的聯勤44兵工廠員工及眷屬搭太康輪撤退來台，利用所接收之松山倉庫重新建立聯勤44兵工廠。營區內以鐵路為界，北側為聯勤軍用車輛五級修理廠，南側為兵工廠。
三張犁支線全線於1986年7月21日廢止，目前鐵路已經拆除，其所產生的新生地，市民大道延吉街口至光復南路沿線已經劃成平面停車格（公有廢鐵道廣場停車場，將在2027年改建地下停車場及地面綠地）及地下停車場（僑安公有停車場）。未來南北側為地下停車場可以改善台北大巨蛋附近停車問題，地面增加綠地空間。忠孝東路平交道兩側路段目前為台北捷運國父紀念館站的1、2號出口及通風口。國立國父紀念館園區內，翠湖南側東西向之柏油道路為原鐵路遺跡。營區內之鐵路線，若以1945年美軍繪製地圖與現今地圖對照，較國父紀念館內之路段向南偏移40公尺，約正對仁愛路四段南側安全島，為現今台北市市政大樓中庭（原稱沈葆楨廳）所在，穿越松壽廣場至松仁路營區界線前終止。
三張犁支線於聯勤軍用車輛五級修理廠及兵工廠搬遷期間扮演重要角色。五級修理廠遷至鶯歌及兵工廠遷至三峽後，本支線廢止。以鶯歌車站為起點另有中興一號特種支線，通往陸軍汽車基地勤務處岳崙營區。
華視媒體園區位於光復南路與三張犁支線之間，車層景福宮位於三張犁支線與延吉街口。

## 車站一覽
（包括停駛前已廢站者）
| 車站名稱 （國音電碼） | 停駛時英譯站名             | 車站代碼 | 營業里程 分歧點起 | 續接／交會路線及備註         | 所在地                           |
| --------------------- | -------------------------- | -------- | ----------------- | ---------------------------- | -------------------------------- |
| 華山（ㄏㄚ）          | Huashan                    | 099      | ——                | 至三張犁運轉室間與機廠線共用 | 臺北市中正區（時為臺北市城中區） |
| 三張犁運轉室          | Sanchang Li Operating Room |          | 0km               | 與機廠線分歧點               | 臺北市大安區                     |
| 聯勤44兵工廠          |                            |          | 2km               |                              | 臺北市信義區（時為臺北市松山區） |

## 運轉方式
於華山運轉室辦理閉塞取得路牌後出發，行駛台北機廠側線至敦化南路延吉街間之分歧點，將路牌放至路牌閉鎖器解鎖後扳動道岔進入支線。列車進入支線後將道岔扳轉復位後並以三張犁運轉室專線電話回報華山站列車動態。反向回華山站要在運轉室確認後才能進入機廠側線以免和列車衝突。

## 外部連結
- 台鐵三張犁支線路線圖 - Google Maps

- 1945年美軍繪製台北市地圖（页面存档备份，存于）

- 老台北人的記憶！舊鐵道三張犁支線 明開放民眾通行 聯合新聞網